# Jrarbi
Jrarbi (in armeno Ջրարբի?, in passato Jrarati trchnafabrika, in armeno Ջրառատի թռչնաֆաբրիկա) è un comune dell'Armenia di 1 686 abitanti (2009) della provincia di Armavir.